# Pharodes
Pharodes – rodzaj widłonogów z rodziny Chondracanthidae. Nazwa naukowa tego rodzaju skorupiaków została opublikowana w 1935 roku przez amerykańskiego biologa Charlesa Brancha Wilsona.

## Gatunki
- Pharodes banyulensis Delamare Deboutteville & Nunes-Ruivo, 1952
- Pharodes biakensis Illg, 1948
- Pharodes clini (Vaney & Conte, 1900)
- Pharodes ninnii (Richiardi, 1882)
- Pharodes tortugensis Wilson C.B., 1935